# Гірські ліси Аризони
Гірські ліси Аризони (ідентифікатор WWF: NA0503) — неарктичний екорегіон хвойних лісів помірної зони, розташований на Південному Заході США.

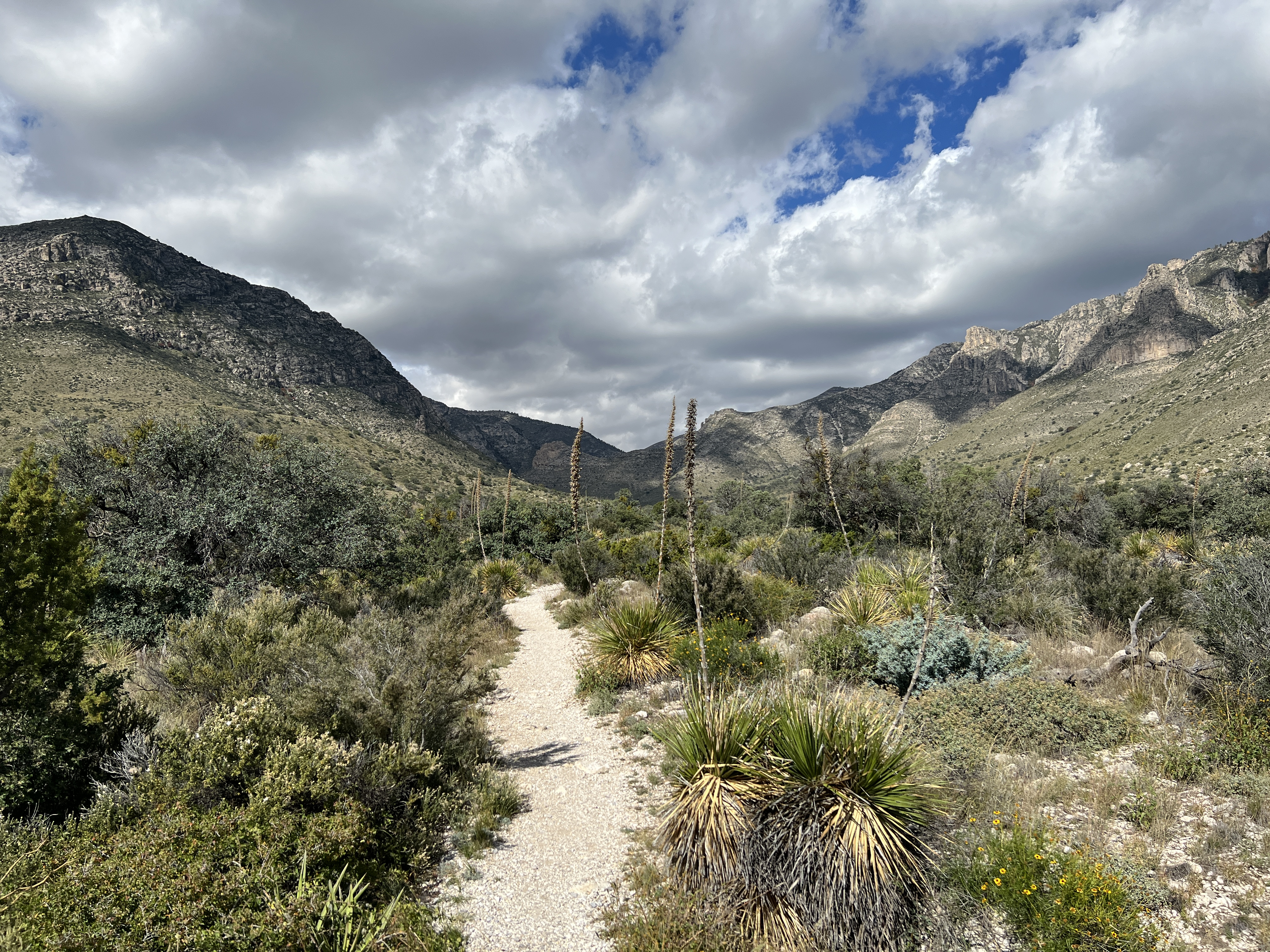
Гори Гвадалупе (Техас)

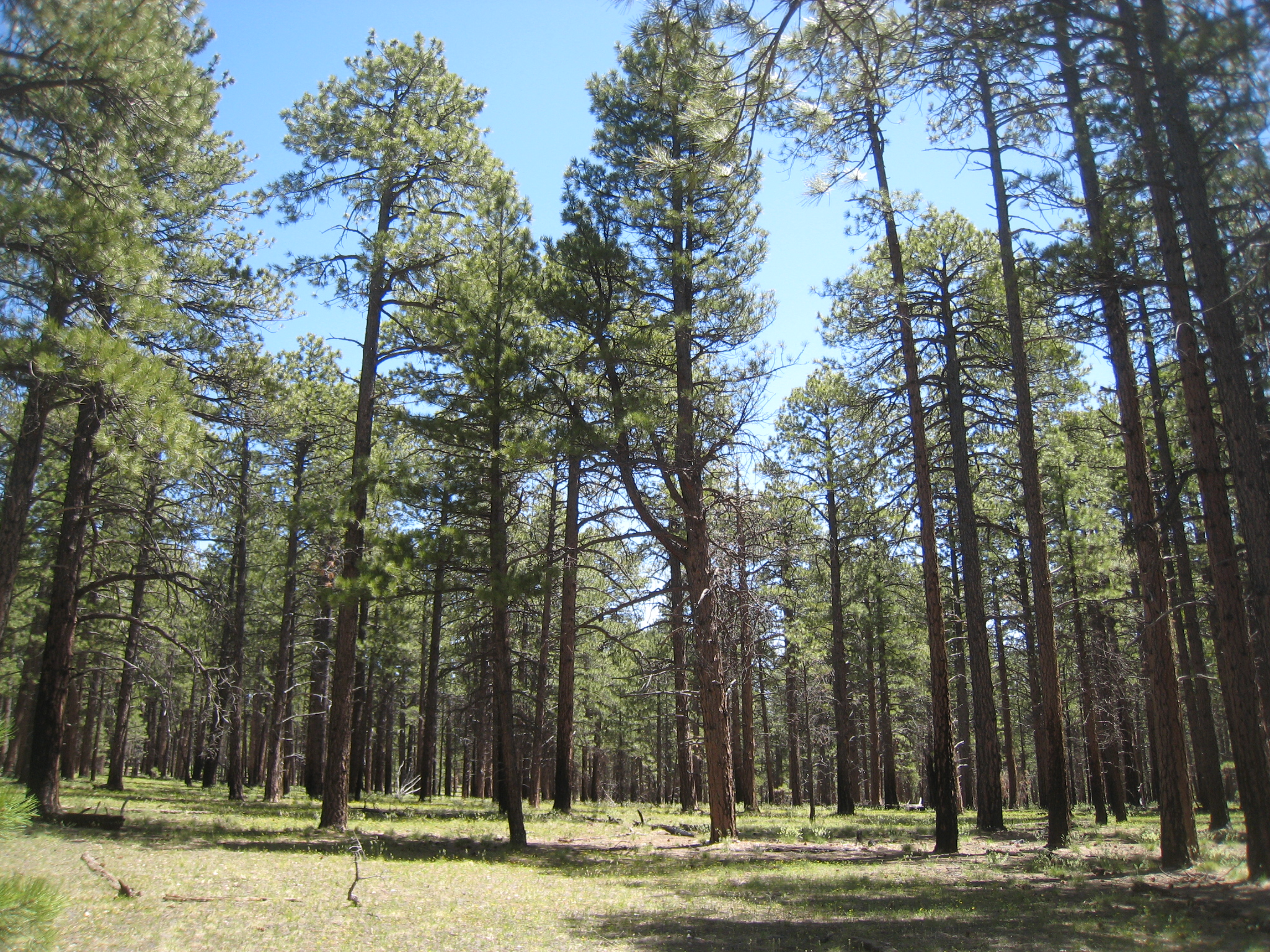
Соснові рідколісся на плато Кайбаб (Аризона)

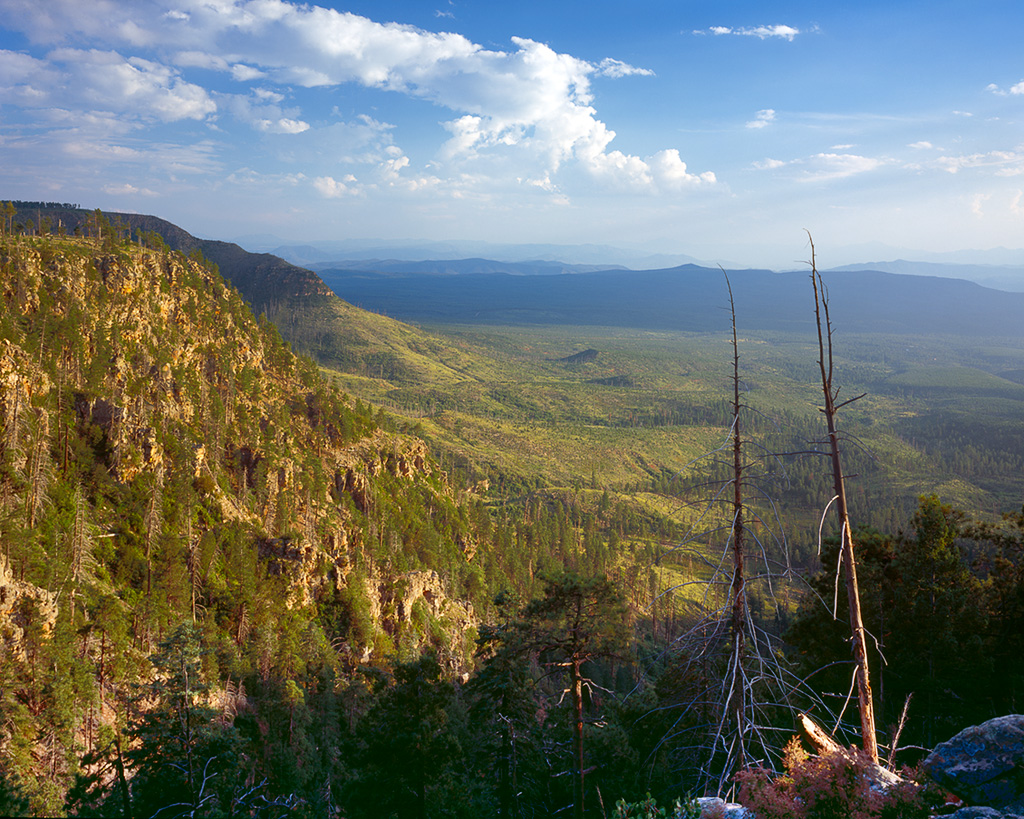
Ландшафт Могойонського уступу

## Географія
Екорегіон гірських лісів Аризони охоплює стрімкі гори та високі, розчленовані кам'янисті плато, що простягаються із заходу на схід уздовж південної окраїни Колорадського плато, через центральну частину Аризони та захід Нью-Мексико. Він включає гори Могойонського уступу, зокрема Білі гори, гори Мазацаль та гори Гіла в Аризоні, а також низку ізольованих гірських хребтів та плато, зокрема плато Кайбаб в Аризоні, гори Чуска на кордоні Аризони та Нью-Мексико, гори Зуні, Тейлор та Манзано в Нью-Мексико, а також гори Сакраменто та Гвадалупе на кордоні Нью-Мексико та Техасу. 
Висота гір екорегіону переважно коливається від 1370 до 3000 м над рівнем моря, однак деякі гірські вершини досягають висоти 3840 м над рівнем моря. З геологічної точки зору основу регіону складають вапняки, глинисті сланці та пісковики. Вапняки добре розмиваються, що призводить до формування джерел та оаз у напівпустельних передгір'ях. По всьому регіону трапляються великі скельні відслонення. Західна частина екорегіону лежить в басейні річки Колорадо, яка тече на південний захід та впадає у Каліфорнійську затоку Тихого океану, східна частина — у басейні Ріо-Гранде, яка тече на південний схід та впадає у Мексиканську затоку Атлантичного океану. 
На північ від екорегіону поширені напівпустельні чагарники Колорадського плато. На південний схід від нього лежить пустеля Чіуауа, а на південний захід — пустеля Сонора.

## Клімат
В горах аризонської частини екорегіону переважає середземноморський клімат (Csa або Csb за класифікацією кліматів Кеппена), в горах нью-мексиканської частини — помірний морський клімат (Cfb за класифікацією кліматів Кеппена), а у передгір'ях — напівпустельний клімат (BSk за класифікацією Кеппена). Зі збільшенням висоти кількість опадів збільшується, а середня температура знижується. Середньорічна кількість опадів у високогір'ях регіону коливається від 635 до 1000 мм.

## Флора
Гірські хребти та плато екорегіону є своєрідними "небесними островами", оточеними пустелями та напівпустелями, що призводить до високого рівня ендемізму їх флори та фауни. Тут зустрічаються різноманітні рослинні угруповання, на розподіл яких впливає висотна поясність. Загалом в екорегіоні зареєстровано понад 1400 видів рослин.
На найнижчих висотах регіону поширені пустельні та напівпустельні чагарники пуршії Стенсбері (Purshia stansburyana), апачської сливи (Fallugia paradoxa), сіруватої лутиги (Atriplex canescens), канотії (Canotia holacantha), жожоби (Simmondsia chinensis), котячекігтевої акації (Senegalia greggii), чагарникового дуба (Quercus turbinella), дикої гречки Райта (Eriogonum wrightii), скунсового сумаха (Rhus trilobata) та креозотового куща (Larrea tridentata), а також різні види мормонського чаю або ефедри (Ephedra spp.), мескітових дерев (Prosopis spp.), червонокорінників (Ceanothus spp.), хвостоплідників (Cercocarpus spp.) та гаррій (Garrya spp.). На напівпустельних луках зустрічаються такі трав'янисті рослини, як тобоса (Hilaria mutica), короткоповисла грама (Bouteloua curtipendula), блакитна грама (Bouteloua gracilis), чорна грама (Bouteloua eriopoda), білкохвостий колосняк (Elymus elymoides), тонконіг Фендлера (Poa fendleriana) та різні види кучерявих мескітів (Hilaria spp.). Також на цих луках зустрічаються агави лечугілья (Agave lechuguilla), блискучі фук'єрії (Fouquieria splendens) або окотійо, пустельні сотоли (Dasylirion wheeleri), різні види юки (Yucca spp.), опунції (Opuntia spp.) та змієзілля (Gutierrezia spp.).
На високих плато та в передгір'ях поширені сосново-ялівцеві та сосново-дубові рідколісся, у яких переважають різні види яловців (Juniperus spp.), сосен (Pinus spp.) та дубів (Quercus spp.). Яловці здебільшого домінують на нижчих висотах, а сосни та дуби — на більших висотах. Історично ці рідколісся підтримувалися пожежами, що регулярно спалахували в регіоні. 
Серед дерев, поширених у цій зоні, слід відзначити алігаторовий яловець (Juniperus deppeana), ютський яловець (Juniperus osteosperma), однонасінний яловець (Juniperus monosperma), аризонський яловець (Juniperus arizonica), однохвойну сосну (Pinus monophylla subsp. fallax) та колорадську сосну (Pinus edulis). Найпоширенішим видом дубів в екорегіоні є дуб Гембела (Quercus gambelii), який часто виступає в асоціації з жовтою сосною (Pinus ponderosa), іншим дуже поширеним в регіоні видом дерев. В горах Гіла на сході Аризони росте найбільший та найбільш незайманий ліс жовтих сосен у світі.
На півдні екорегіону зустрічаються деякі мадрейські види, типові для сосново-дубових лісів Сьєрра-Мадре, зокрема чіуауанські сосни (Pinus leiophylla), апачські сосни (Pinus engelmannii), аризонські дуби (Quercus arizonica), сірі дуби (Quercus grisea), сріблолисті дуби (Quercus hypoleucoides), нитчастолисті дуби (Quercus rugosa) та дуби Еморі (Quercus emoryi), які досягають тут північної межі свого ареалу. Уздовж річок та в каньйонах поширені аризонські платани (Platanus wrightii), аризонські горіхи (Juglans major), голі клени (Acer glabrum), верби Бебба (Salix bebbiana), верби Скулера (Salix scouleriana), верби Гудінга (Salix gooddingii), синя бузина (Sambucus cerulea), білі вільхи (Alnus incana subsp. tenuifolia), гіркі вишні (Prunus emarginata), аризонські ясени (Fraxinus velutina) та тополі Фремонта (Populus fremontii).
Вище поясу сосново-дубових лісів поширені мішані хвойні ліси, у яких переважають види, типові для Південних Скелястих гір — тисолисті дуґласії (Pseudotsuga menziesii var. glauca), ялини Енгельмана (Picea engelmannii) та пробкові ялиці (Abies lasiocarpa). У високогір'ях поширені ялиново-ялицеві ліси, у яких переважають ялини Енгельмана (Picea engelmannii) та субальпійські ялиці (Abies lasiocarpa var. arizonica), а також, меншою мірою, колючі ялини (Picea pungens) та скручені сосни (Pinus contorta subsp. latifolia). У порушених лісах, що ростуть на північних схилах, поширені великі насадження скручених сосен (Pinus contorta) та американських осик (Populus tremuloides). На відкритих ділянках у високогір'ях зустрічаються південно-західні білі сосни (Pinus strobiformis), гнучкі сосни (Pinus flexilis) та остисті сосни (Pinus aristata). У підліску ялиново-ялицевих лісів поширений карликовий підвид звичайного яловця (Juniperus communis ssp. alpina).

## Фауна
Серед поширених в екорегіоні ссавців слід відзначити чорнохвостого оленя (Odocoileus hemionus), аризонського білохвостого оленя (Odocoileus virginianus couesi), гірського вапіті (Cervus canadensis nelsoni), товсторога (Ovis canadensis), ошийникового пекарі (Dicotyles tajacu), американського зайця (Lepus americanus), гірського кролика (Sylvilagus nuttallii), південно-західну червону вивірку (Tamiasciurus fremonti), вивірку Аберта (Sciurus aberti), майже ендемічну аризонську вивірку (Sciurus arizonensis), скельного бурундука (Neotamias dorsalis), золотистого ховраха (Callospermophilus lateralis), мексиканського лісового хом'яка (Neotoma mexicana), лісового хом'яка Стівена (Neotoma stephensi), білогорлого лісового хом'яка (Neotoma albigula), гоферчика Ботти (Thomomys bottae), мексиканську полівку (Microtus mexicanus) та аризонську нічницю (Myotis occultus). У напівпустельних передгір'ях зустрічаються вилороги (Antilocapra americana), скельні ховрахи (Otospermophilus variegatus), пустельні піщані ховрахи (Ammospermophilus leucurus), та лучні собачки Ганнісона (Cynomys gunnisoni). Ендеміками екорегіону є манзанські кролики (Sylvilagus cognatus), кайбабські білки (Sciurus aberti kaibabensis), сірошиї бурундуки (Neotamias cinereicollis) та сіроногі бурундуки (Neotamias canipes).
Серед великих хижаків, поширених в регіоні, слід відзначити барибала (Ursus americanus amblyceps), північноамериканську пуму (Puma concolor couguar) та руду рись (Lynx rufus), а серед дрібніших хижих ссавців — койота (Canis latrans), сіру лисицю (Urocyon cinereoargenteus), білоносу носуху (Nasua narica), північноамериканську котофредку (Bassariscus astutus), американського борсука (Taxidea taxus), смугастого скунса (Mephitis mephitis), західного плямистого скунса (Spilogale gracilis), американського свинорилого скунса (Conepatus leuconotus) та звичайного ракуна (Procyon lotor). Гризлі (Ursus arctos horribilis) були винищені в регіоні. Наприкінці XX століття в екорегіоні були реінтродуковані рідкісні мексиканські вовки (Canis lupus baileyi). Цей найменший підвид вовка колись був широко поширений на півночі Мексики та на південному заході США, однак вимер на більшій частині цієї території. Завдяки підтримці природоохоронців його популяція в Аризоні та Нью-Мексико поступово збільшується і станом на 2023 рік перевищувала 250 особин.
Серед поширених в екорегіоні птахів слід відзначити великого індика (Meleagris gallopavo), мексиканську перепелицю-клоуна (Cyrtonyx montezumae), строкатохвостого канюка (Buteo albonotatus), американського яструба (Accipiter atricapillus), північного сича (Aegolius acadicus), канадську сплюшку (Psiloscops flammeolus), плямисту сову (Strix occidentalis), соснового дятла-смоктуна (Sphyrapicus thyroideus), ялинового дятла (Picoides dorsalis), фіолетовогорлого колібрі (Archilochus alexandri), широкохвостого колібрі-крихітку (Selasphorus platycercus), північного колібрі-герцога (Eugenes fulgens), канадську кукшу (Perisoreus canadensis), блакитну сойку (Gymnorhinus cyanocephalus), сіроволу сойку (Aphelocoma wollweberi), сонорську сойку (Aphelocoma woodhouseii), чорноголову сизойку (Cyanocitta stelleri), американську горіхівку (Nucifraga columbiana), сірого пронурка (Cinclus mexicanus), світлоброву золотомушку (Regulus satrapa), повзика-крихітку (Sitta pygmaea), американську синицю (Baeolophus wollweberi), ялівцеву синицю (Baeolophus ridgwayi), гірську гаїчку (Poecile gambeli), вербового піві-малюка (Empidonax traillii), північного солітаріо (Myadestes townsendi), середнього блакитника (Sialia currucoides), плямистоволого дрозда-короткодзьоба (Catharus guttatus), білокрилу чернітку (Myioborus pictus), жовтоволого червоїда (Leiothlypis virginiae), південного пісняра-лісовика (Setophaga graciae), червонолобого пісняра (Cardellina rubrifrons), окотеро (Peucedramus taeniatus), соснового чижа (Spinus pinus), ялинового шишкаря (Loxia curvirostra) та рожевоволу чечевицю (Haemorhous cassinii).

## Збереження
Близько чверті території регіону залишається відносно незайманою. Основними загрозами для збереження природи регіону є лісозаготівля та надмірний випас худоби. Забруднення та регулювання стоку річок загрожує рідкісним місцевим видам рослин і тварин, зокрема майже ендемічній гільській форелі (Oncorhynchus gilae).
Оцінка 2017 року показала, що 12 279 км², або 11 % екорегіону, є заповідними територіями. Природоохоронні території включають: Національний парк Великого Каньйону, Національний парк гір Гвадалупе, Національний парк Карлсбадських печер, Національний ліс Кайбаб, Національний ліс Тонто, Національний ліс Апачі-Сітгрівс, Національний ліс Гіла, Національний ліс Коконіно, Національний ліс Сібола, Національний ліс Лінкольн, Національну природоохоронну зону Ель-Мальпаїс та Природну зону Гіла